# Le Nain de jardin
Le Nain de jardin est un supplément du journal Spirou publié du no 3039 au no 3056 par Zidrou.